# リターン (映画)
『RETURN』（リターン）は、ソフトバンクとエイベックス・エンタテインメントが運営するスマートフォン向け総合エンタメアプリ「UULA」のオリジナルドラマ第1弾として制作された全8話（1話約14分）の配信ドラマ。2013年2月14日より配信が開始され、毎週日曜日に更新された。
配信ドラマを劇場用に再編集し、『RETURN ハードバージョン』（リターン ハードバージョン）と題して2013年8月24日に劇場公開された。

## あらすじ
主人公・古葉完治は、平凡な旅行代理店の所長だったが、借金の取り立てにきた暴力団・御殿川組の若社長を殺害してしまい海外へと高飛び。10年後、北原完治と名を変えて帰国する古葉、殺された若社長の復讐に燃える御殿川組、そして暗躍する闇の組織――追う者と追われる者が複雑に絡み合った三つ巴のバトルが描かれる。

## 登場人物
北原 完治（きたはら かんじ）（古葉 完治〈こば かんじ〉）
演 - 椎名桔平
伽羅（きゃら）
演 - 水川あさみ
ウノ
演 - 山本裕典
御殿川 亜芽（ごてんがわ あめ）
演 - キムラ緑子
挟土 萬正（はざど かずまさ）
演 - 山路和弘
御殿川（ごてんがわ） 会長
演 - 田中泯
若社長
演 - 髙嶋政宏
御殿川 丸（ごてんがわ まる）
演 - 土屋アンナ
御殿川 仁子（ごてんがわ じんこ）
演 - 赤間麻里子
闇象
演 - 堀部圭亮
署長
演 - でんでん

## スタッフ
- 監督・脚本 - 原田眞人
- エグゼクティブプロデューサー - 冨久尾俊之
- プロデューサー - 鍋島壽夫
- 撮影 - 阪本善尚
- 照明 - 宮西孝明
- 美術 - 新田隆之
- 編成 - 鈴木瞳
- 録音 - 矢野正人
- 編集 - 原田遊人
- 音楽 - 富貴晴美
- 主題歌 - M-flo「CHANCE」[3]
- VFXスーパーバイザー：オダイッセイ
- 制作 - TIMES IN
- 製作 -  UULA

## 関連商品
ノベライズ
- 原案：原田眞人、小説：山本俊輔『リターン』（2013年3月9日、リンダブックス、ISBN 978-4-8030-0438-0）

## 映画
『RETURN ハードバージョン』（リターン ハードバージョン）と題して、配信ドラマにハードで過激なシーンを加えて劇場用に再編集したディレクターズ・カット版が2013年8月24日に劇場公開された。

### 関連商品（映画）
DVD
- RETURN ハードバージョン（2014年8月1日、角川書店、DABA-4625）